# Юрівці
Юрівці (пол. Jurowce) — село в Польщі, у гміні Сянік Сяноцького повіту Підкарпатського воєводства.
Населення — 415 осіб (2011).

## Історія

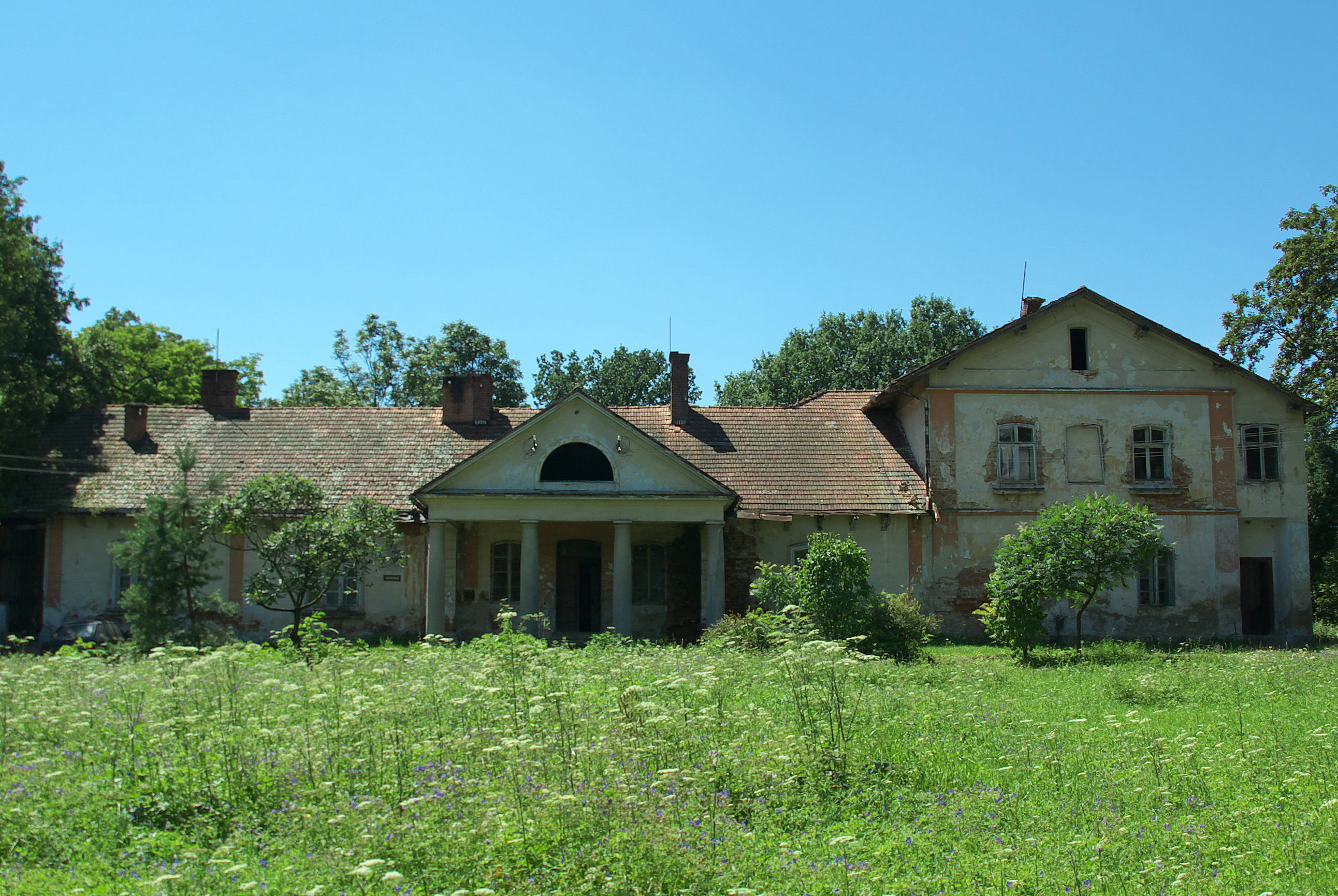
«Двір» у Юрівцях

Поселення закладене князем Юрієм ІІ для потреб міста Сянка на дорозі з нього до Ряшева. Відомо, що Юрій ІІ побудував тут першу церкву, яка, напевно, відразу стала називатись Св. Юрія. Казимир ІІІ надав братам Петру і Павлу зі Збоїщ 25 червня 1361 село, що є першою документальною згадкою поселення. Село перебувало у складі Руського (1434-1772), Львівського воєводств (1920-1939). Розташоване на українській етнічній території.
Розпорядженням міністра внутрішніх справ 25 березня 1930 р. з сільської гміни Согорів Горішній Сяноцького повіту Львівського воєводства вилучено кадастральну гміну «Юрівці з Попелями» і з неї утворено самоврядну гміну Юрівці того ж повіту і воєводства.
На 1 січня 1939-го в селі з 360 жителів було 250 українців, 100 поляків (напливовий нехліборобський елемент) і 10 євреїв.
З 1945 потрапило на терени Польщі, сьогодні у селі збереглись панський двір початку ХІХ ст., церква св. Юрія з кінця ХІХ ст., внесена до маршруту Шлях дерев'яної архітектури Підкарпатського воєводства.
У 1975-1998 роках село належало до Кросненського воєводства.

## Церква Св. Юрія

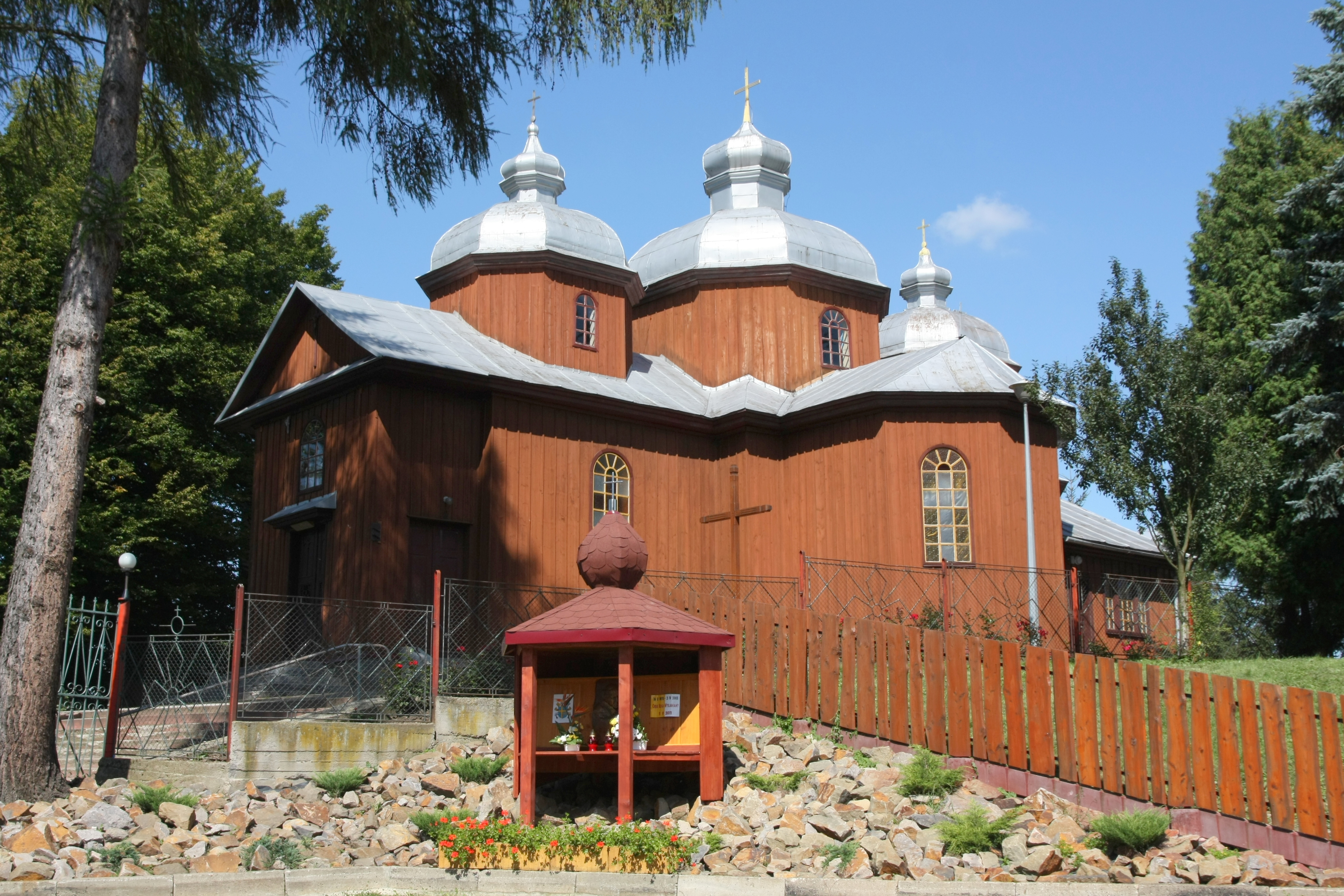
Церква Св. Юрія

Перша церква відома з 1828 р. На її місці в 1873 р. побудована нова  дерев'яна церква, належала до Сяніцького Деканату Перемиської єпархії УГКЦ. Парафія діяла з 1873 р. Кількість вірних прихожан — 1 018 осіб в 1840 р., 1 257 — в 1936 р. В парафію входили такі села — Согорів Горішний, Согорів Долішний, Фаліївка, Рачкова, Попелі.

## Відомі люди
- Олександр Добрянський — греко-католицький священник, громадський діяч, посол Австрійського парламенту (1848—1849), Галицького сойму і Райхсрату (1861—1866).

## Демографія
Демографічна структура станом на 31 березня 2011 року:
|          | Загалом | Допрацездатний вік | Працездатний вік | Постпрацездатний вік |
| -------- | ------- | ------------------ | ---------------- | -------------------- |
| Чоловіки | 207     | 35                 | 143              | 29                   |
| Жінки    | 208     | 34                 | 132              | 42                   |
| Разом    | 415     | 69                 | 275              | 71                   |